# 오목대
오목대(梧木臺)는 대한민국 전북특별자치도 전주시에 위치한 옛 터이며 1380년(고려 우왕 6년)에 이성계가 운봉 황산에서 왜군을 무찌르고 돌아가던 중 자신의 고조부인 목조가 살았던 이 곳에 들러 승전을 자축한 곳이다. 1974년 9월 24일 전북특별자치도의 기념물 제16호로 지정되었다.

## 개요
오목대는 고려 우왕 6년(1380) 운봉 황산에서 왜구를 크게 무찌른 이성계가 개선길에 잠시 머물렀던 곳이다. 이를 기념하기 위해 대한제국 광무(光武) 4년(1900)에 비석을 건립했는데, 태조가 잠시 머물렀던 곳이라는 뜻의 <태조고황제주필유지(太祖高皇帝駐蹕遺址)>라는 비문은 고종황제가 직접 쓴 친필을 새긴 것이다.
이목대는 이성계의 5대 할아버지인 목조(穆祖) 이안사(李安社)의 출생지라고 전해지는 곳이다. 전주 이씨들은 이안사 때까지 줄곧 이곳에서 살다가, 함경도로 이사했다고 한다. 고종 광무 4년(1900)에, 이곳이 목조가 살았던 터임을 밝힌 <목조대왕구거유지(穆祖大王舊居遺址)>라는 고종의 친필을 새긴 비석을 세웠다. 이 비각은 당초 오목대의 동쪽 높은 대지 위에 있었는데, 도로 확장공사로 이 곳으로 옮겨 세웠다.

## 역사 및 의의
오목대는 전라북도 전주시 완산구 풍남동에 위치한 언덕을 일컫는 말이다. 경기전에서 약 동남쪽으로 500여 미터 떨어진 곳에 위치하며, 언덕의 정상은 평평하고, 그 아래에는 전주천, 전주한옥마을 등이 있다.
언덕의 정상은 1380년(고려 우왕 6년)에 남원의 황산에서 왜구를 물리치고 돌아가던 이성계(李成桂, 1335 ~ 1408) 장군이 승전 잔치를 베풀었던 곳이다. 이성계는 전주 이씨 종친이 있는 이 곳 전주에서 승전 축하 연회를 베풀면서, 중국 한고조 유방이 불렀다는 '대풍가'를 부르면서 역성혁명을 통한 천하제패의 흉중을 드러내기도 하였다.
조선 후기에 편찬된 <여지도서>에는 "발산 아래에 오목대가 평평하게 펼쳐 있다"고 기록되어 있다. 또한, 1700년대 초에 편찬된 것으로 추정되며, 전주와 완산 지역의 역사와 문화를 집대성한 <완산지>에는 "발산 아래에 있는 돈대이다. 평탄하게 펼쳐져 위에서 전주성을 아래로 굽어 보고 있다."라고 기록되어 있다.
언덕 정상에는 1900년 (고종 37년) 고종의 친필인 "태조고황제주필유지(太祖高皇帝駐畢遺址)"라는 비문이 있는데, '태조가 머무른 장소'라는 뜻으로서, 조선왕조의 몰락을 거부하고 전통 왕조를 재건하고자 했던 고종이 자신의 정체성을 다잡기 위해 이러한 비문을 새긴 것으로 해석된다.

## 참고 자료
- 오목대 - 국가유산청 국가유산포털
- 《한국지명유래집 전라·제주편 지명 》, 김기혁 외 14명, 국토지리정보원(2010년)

## 사진

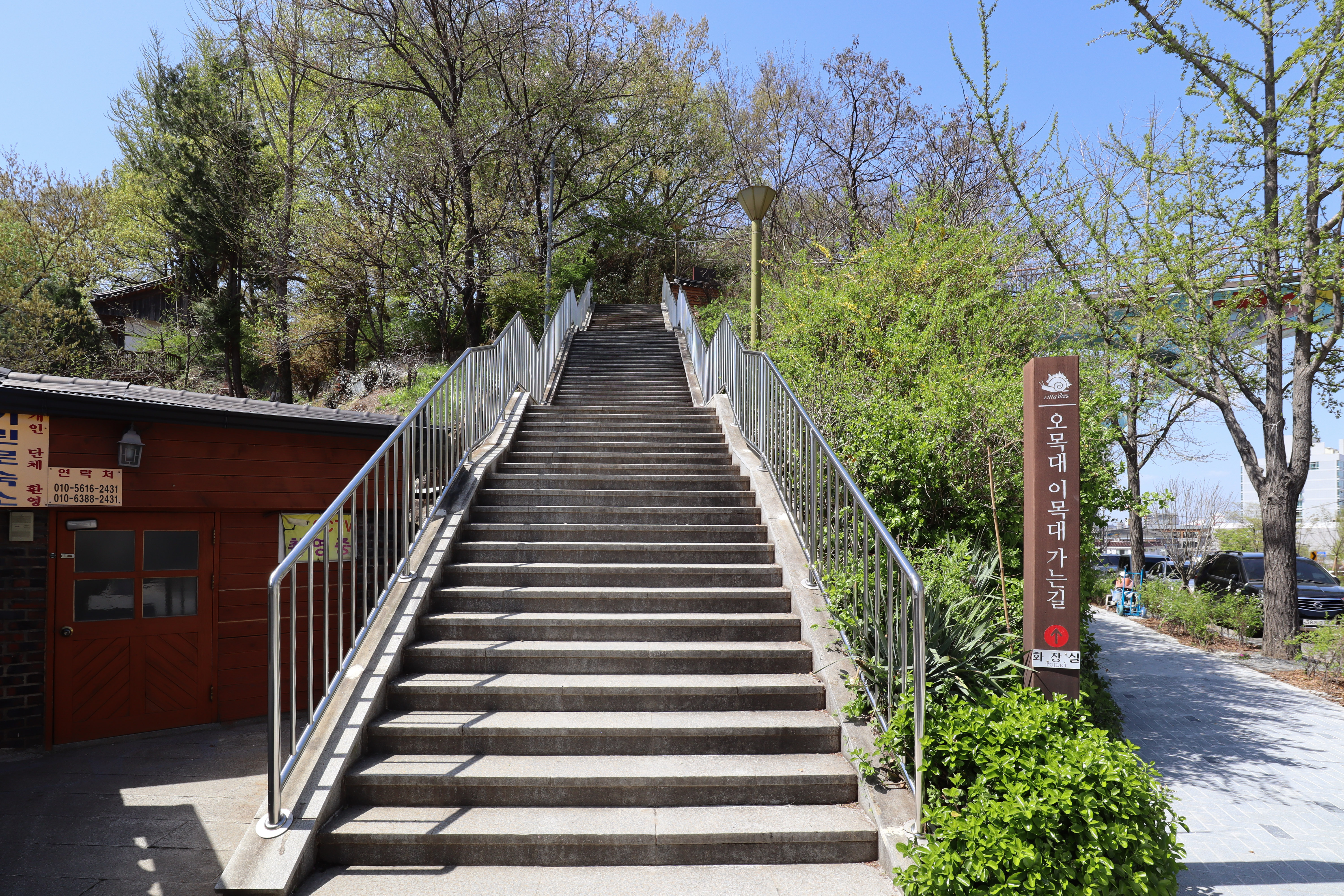
오목대 올라가는 길
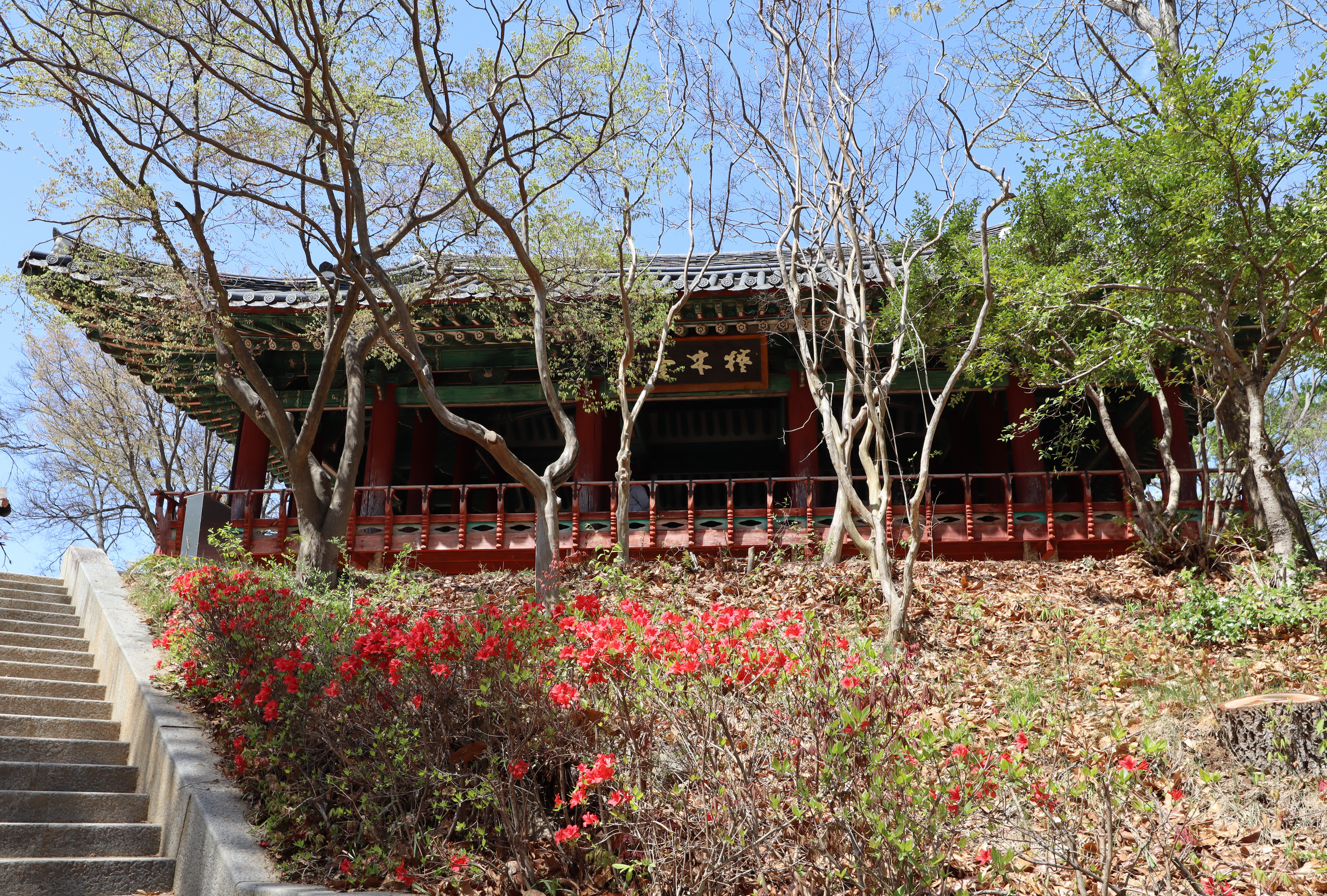
오목대 전망대 외관
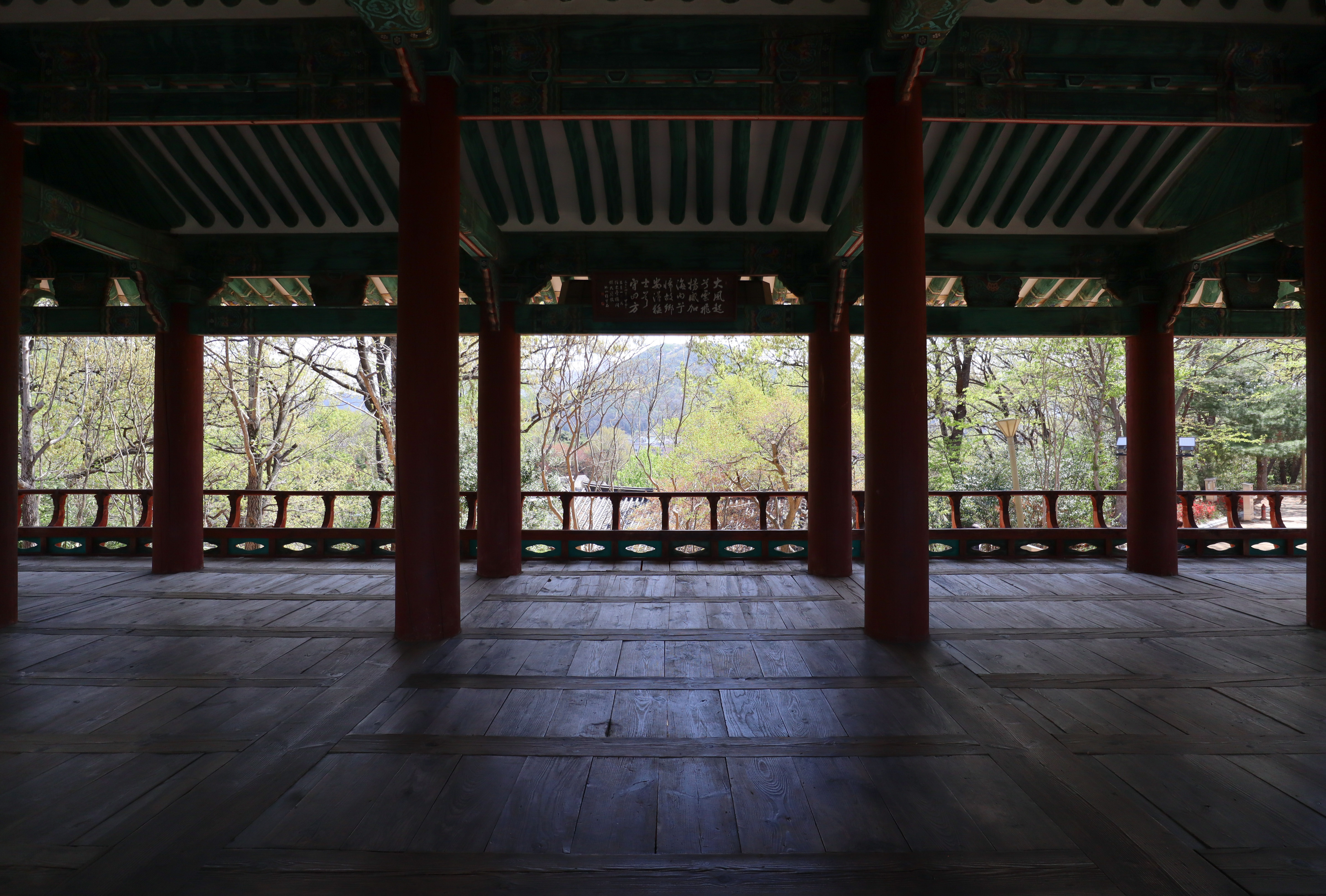
오목대 전망대 내부
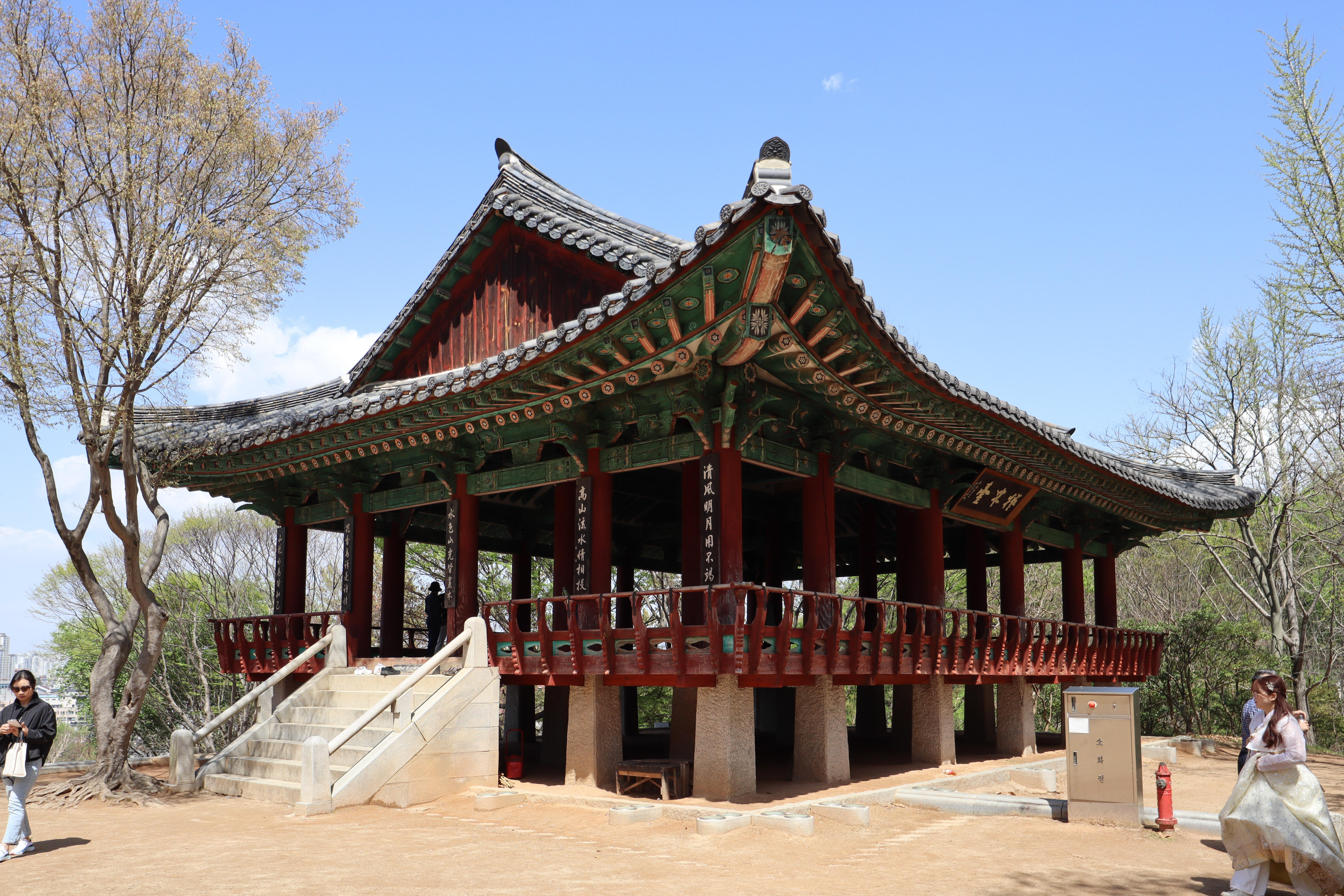
오목대 전망대
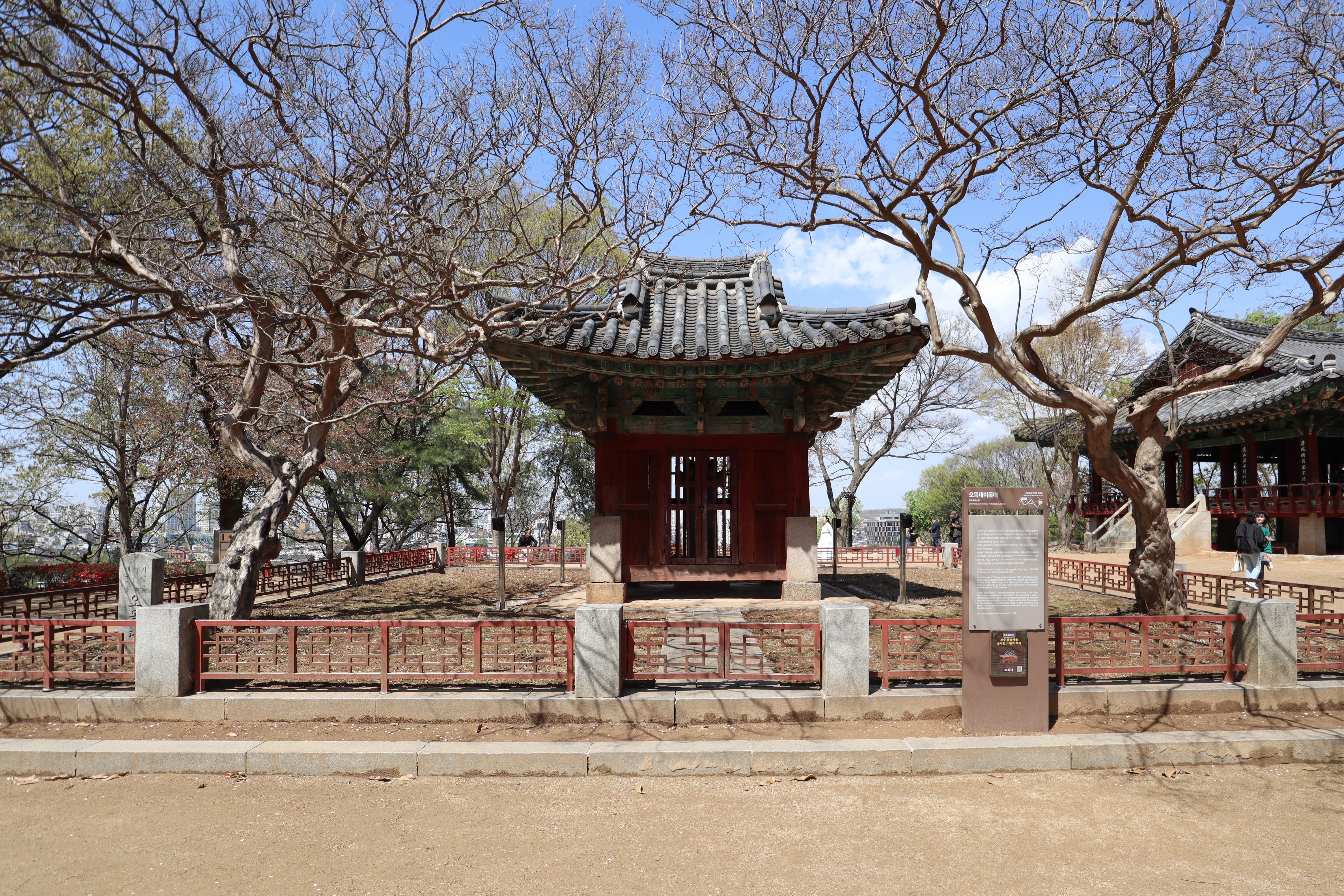
오목대
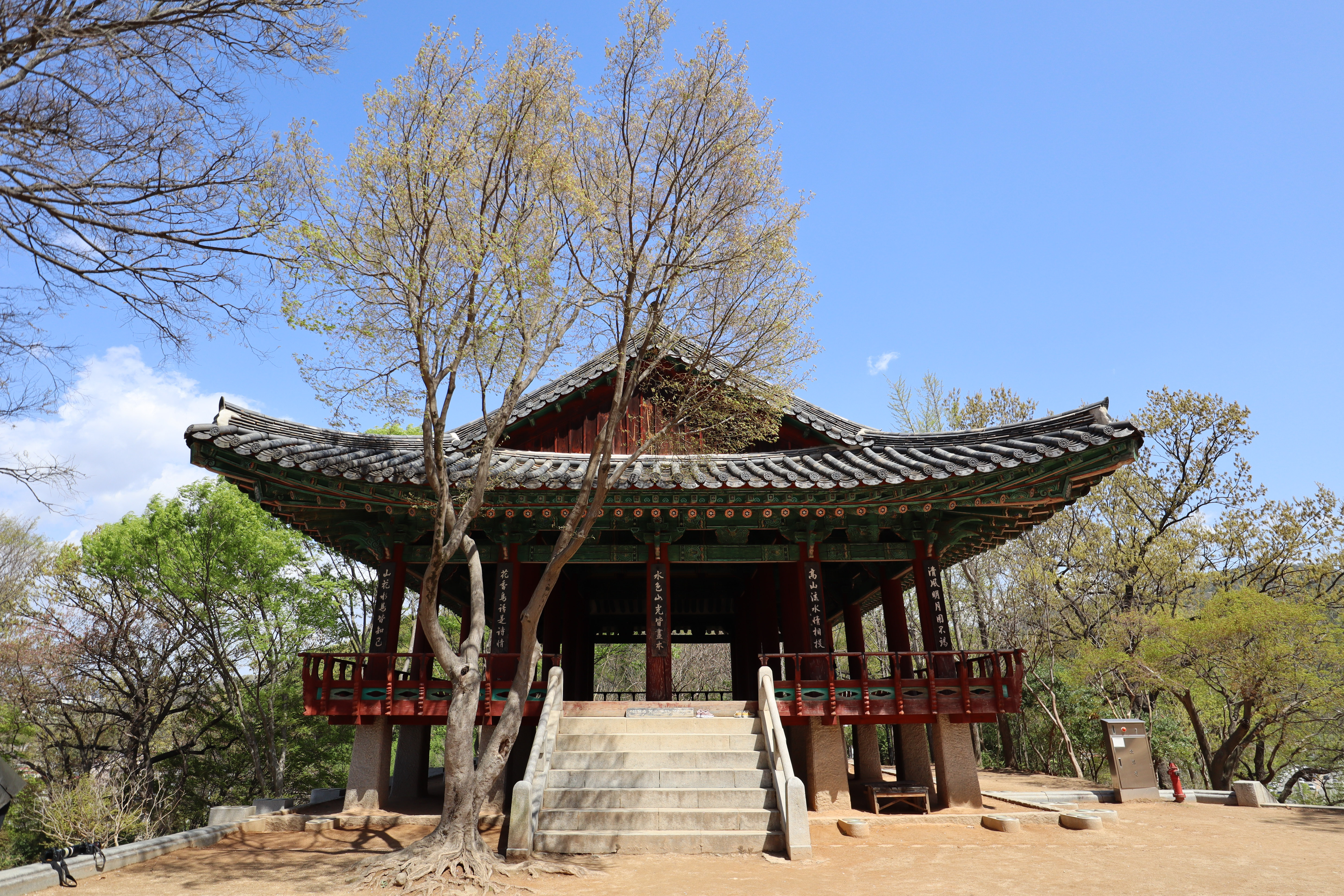
오목대 전망대